# Gruta Rei do Mato
Gruta Rei do Mato (MG-3653) es una cueva situada en el borde de la carretera BR-040, cerca de la rampa de salida a la ciudad de Sete Lagoas, en Minas Gerais, parte del país suramericano de Brasil. Desde Sete Lagoas a la cueva se puede llegar fácilmente en autobús, taxi o vehículo particular. Sete Lagoas está a 70 kilómetros de Belo Horizonte, la ciudad capital del estado.
Su nombre significa "Cueva del Rey del bosque" en portugués. Este nombre de la cueva se deriva del apodo de "Rei do Mato" o "el rey del bosque", el nombre usado para un fugitivo que estuvo en esta cueva o en una cercana.